# Keçekolla
Keçekolla (albanisch auch Keçekollë oder auch Keqekolla/ë, serbisch Качикол Kačikol) ist ein Dorf in der kosovarischen Gemeinde Pristina.

## Geographie
Keçekolla liegt 22 Kilometer nordöstlich von Pristina an der M-9. Das Dorf liegt mitten im Wald und unterhalb dem Weiler Keçekolla. Östlich bei Prapashtica liegt der Berg Suka. Von Keçekolla bis zur Grenze zu Serbien sind es zwölf Kilometer.

## Geschichte

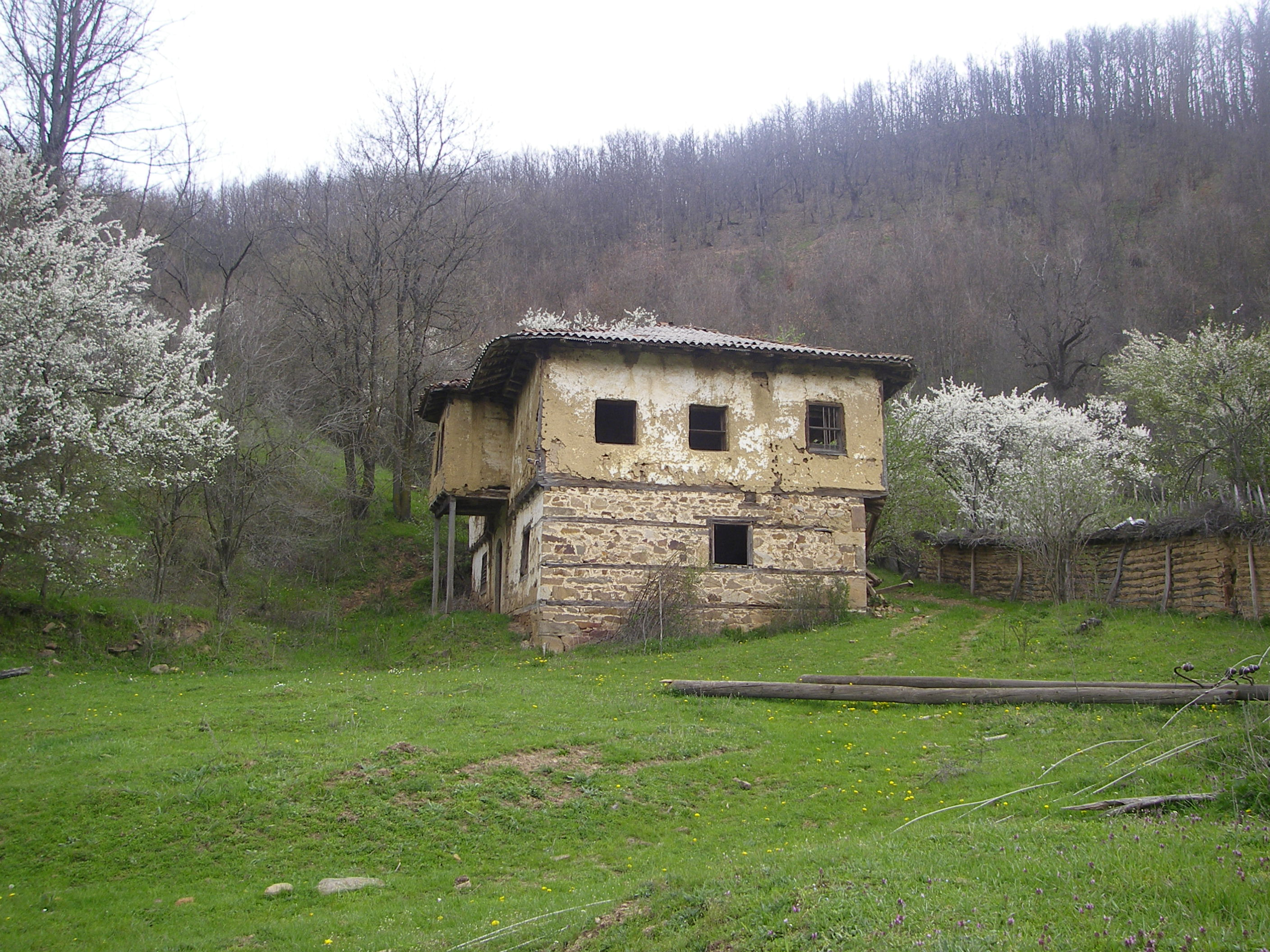
Wohnhaus aus dem 19. Jahrhundert in Keçekolla

Im Winter 1921 verübten serbisches Militär und Polizei schwere Gräueltaten in Keçekolla sowie den Orten Prapashtica und Dabishec in der Nähe.

## Bevölkerung

### Ethnien
Bei der Volkszählung 2011 wurden für Keçekolla 484 Einwohner erfasst. Davon bezeichneten sich 483 als Albaner (99,79 %) und 1 Einwohner gehört einer anderen Ethnie an.

### Religion
2011 bekannten sich von den 484 Einwohnern 482 als Muslime, 1 als Katholik und 1 bekannte sich zu keiner Religionsgemeinschaft.
| Volkszählung | 1948  | 1953  | 1961          | 1971        | 1981          | 1991  | 2011         |
| ------------ | ----- | ----- | ------------- | ----------- | ------------- | ----- | ------------ |
| Einwohner    | 1006  | 1155  | 1202          | 1242        | 1172          | 1327  | 484          |
| Albaner      | k. A. | k. A. | 1122(93,34 %) | 1242(100 %) | 1170(99,83 %) | k. A. | 483(99,79 %) |